# Møllehøj
Møllehøj est le point culminant naturel du Danemark (hors Groenland et îles Féroé) et s'élève à 170,86 mètres d'altitude. Situé dans la partie centrale du Jutland oriental, il domine les collines d'Ejerbjerge dans la commune de Skanderborg, tout près de Ejer Bavnehøj.

## Topographie

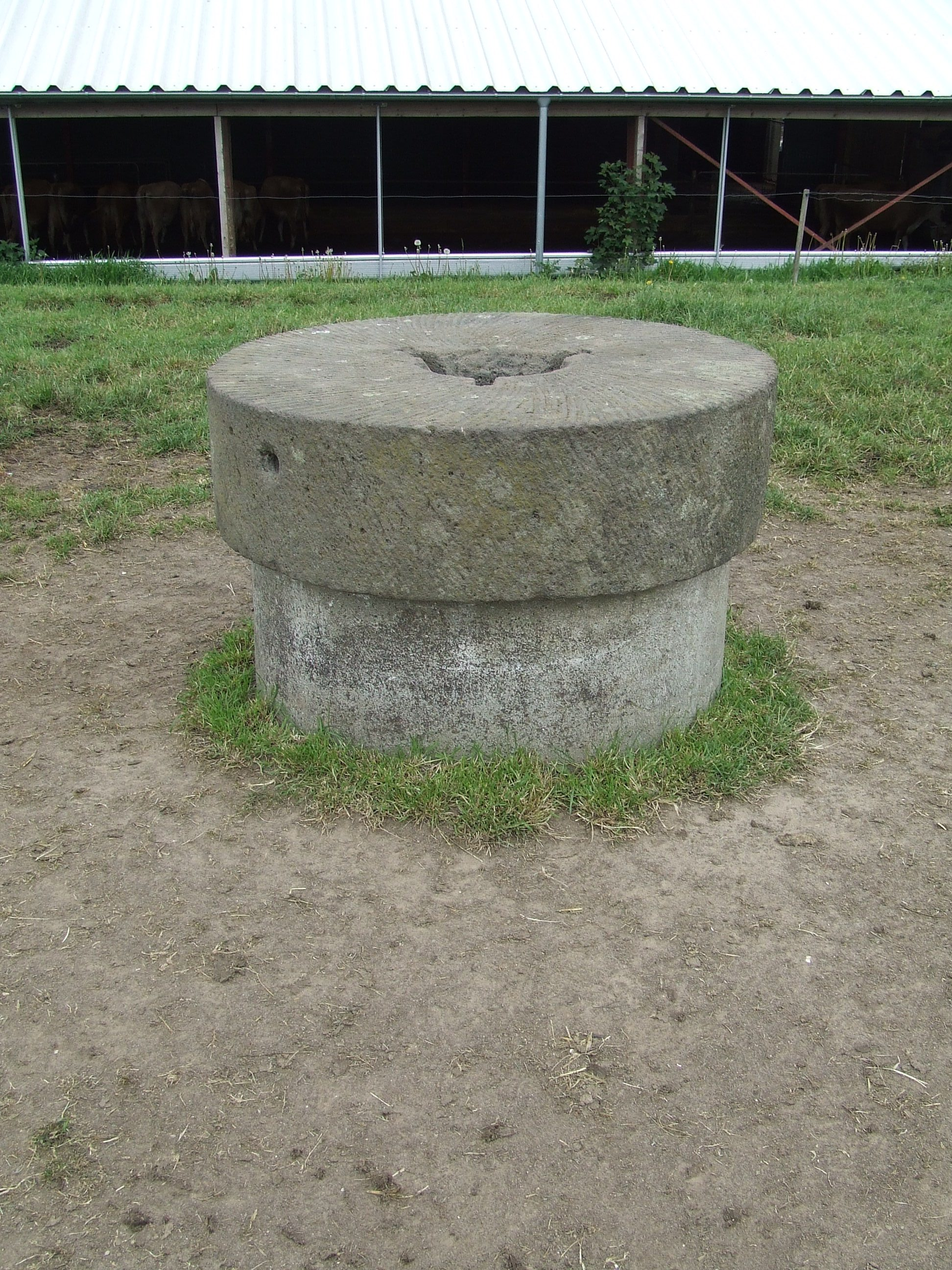
La meule marquant le sommet du Møllehøj.

Sur son sommet est placée une meule qui correspond à un dernier vestige du moulin Ejer qui se trouvait sur la colline entre 1838 et 1917. Ce moulin comportait huit côtés et avait un toit en forme de coupole.
De nouvelles mesures effectuées en 2005 ont prouvé que Møllehøj est plus élevé que Yding Skovhøj (172,66 m d'altitude en comptant le mont funéraire datant de l'Âge de Bronze qui se trouve sur son sommet et 170,77 m sans le prendre en compte) dans la commune de Horsens et que Ejer Bavnehøj – deux endroits qui étaient considérés comme les deux plus hauts sommets du Danemark. Ces deux hauteurs naturelles sont néanmoins plus basses de respectivement 9 et 51 cm que Møllehøj. Møllehøj a été officiellement désigné comme le point culminant du Danemark en 2005. Dans les cartes officielles et les livres scolaires danois, le point culminant du pays est signalé en tant que Møllehøj-Ejer Bavnehøj.

## Ascension
Depuis le village de Ejer, il est nécessaire de commencer à suivre la route en direction de Ris plus à l'est, puis de bifurquer vers le sud à l'intersection située juste avant la bifurcation qui mène au Ejer Bavnehøj voisin. La route arrive à une ferme moins de 300 mètres plus loin. Depuis la ferme, les 150 derniers mètres doivent être effectués à pied, sur un sentier herbeux qui mène à la meule sommitale.